# Brondong (Bruno)
Brondong is een bestuurslaag in het regentschap Purworejo van de provincie Midden-Java, Indonesië. Brondong telt 2911 inwoners (volkstelling 2010).